# Oenif
Oenif is een bestuurslaag in het regentschap Kupang van de provincie Oost-Nusa Tenggara, Indonesië. Oenif telt 602 inwoners (volkstelling 2010).